# Relaciones Estados Unidos-Jamaica
Las relaciones Estados Unidos-Jamaica son las relaciones diplomáticas entre Estados Unidos y Jamaica.

## Historia
Los Estados Unidos mantienen relaciones estrechas y productivas con el Gobierno de Jamaica. El ex primer ministro  Patterson visitó Washington D. C., varias veces después de asumir el cargo en 1992. En abril de 2001, el Primer Ministro Patterson y otros líderes caribeños se reunieron con el presidente George W. Bush durante la Cumbre de las Américas en Quebec, Canadá, en la que se lanzó una "Tercera Iniciativa Fronteriza" para profundizar la cooperación de los Estados Unidos con las naciones del Caribe y mejorar el desarrollo económico y la integración de las naciones del Caribe. Portia Simpson Miller asistió a la "Conferencia sobre el Caribe - Una visión 20/20" en Washington en junio de 2007.
Los Estados Unidos son el socio comercial más importante de Jamaica: el comercio bilateral de bienes en 2005 fue de más de $ 2 mil millones. Jamaica es un destino popular para los estadounidenses turistas; más de 1,2 millones de estadounidenses visitaron el 2006. Además, aproximadamente 10,000 estadounidenses ciudadanos s, incluidos muchos ciudadanos de doble nacionalidad nacidos en la isla, residen permanentemente en Jamaica.
El Gobierno de Jamaica también busca atraer inversiones de los Estados Unidos y apoya los esfuerzos para crear un Área de Libre Comercio de las Américas (ALCA). Más de 80 empresas estadounidenses tienen operaciones en Jamaica, y la inversión total en los Estados Unidos se estima en más de $ 3 mil millones. Una oficina del Servicio Comercial Exterior y de los Estados Unidos, ubicada en la embajada, ayuda activamente a las empresas estadounidenses que buscan oportunidades comerciales en Jamaica. El país es un beneficiario de la Ley de Asociación Comercial de la Cuenca del Caribe (CBTPA). La Cámara de Comercio de los Estados Unidos, que también está disponible para ayudar a las empresas estadounidenses en Jamaica, tiene oficinas en Kingston.

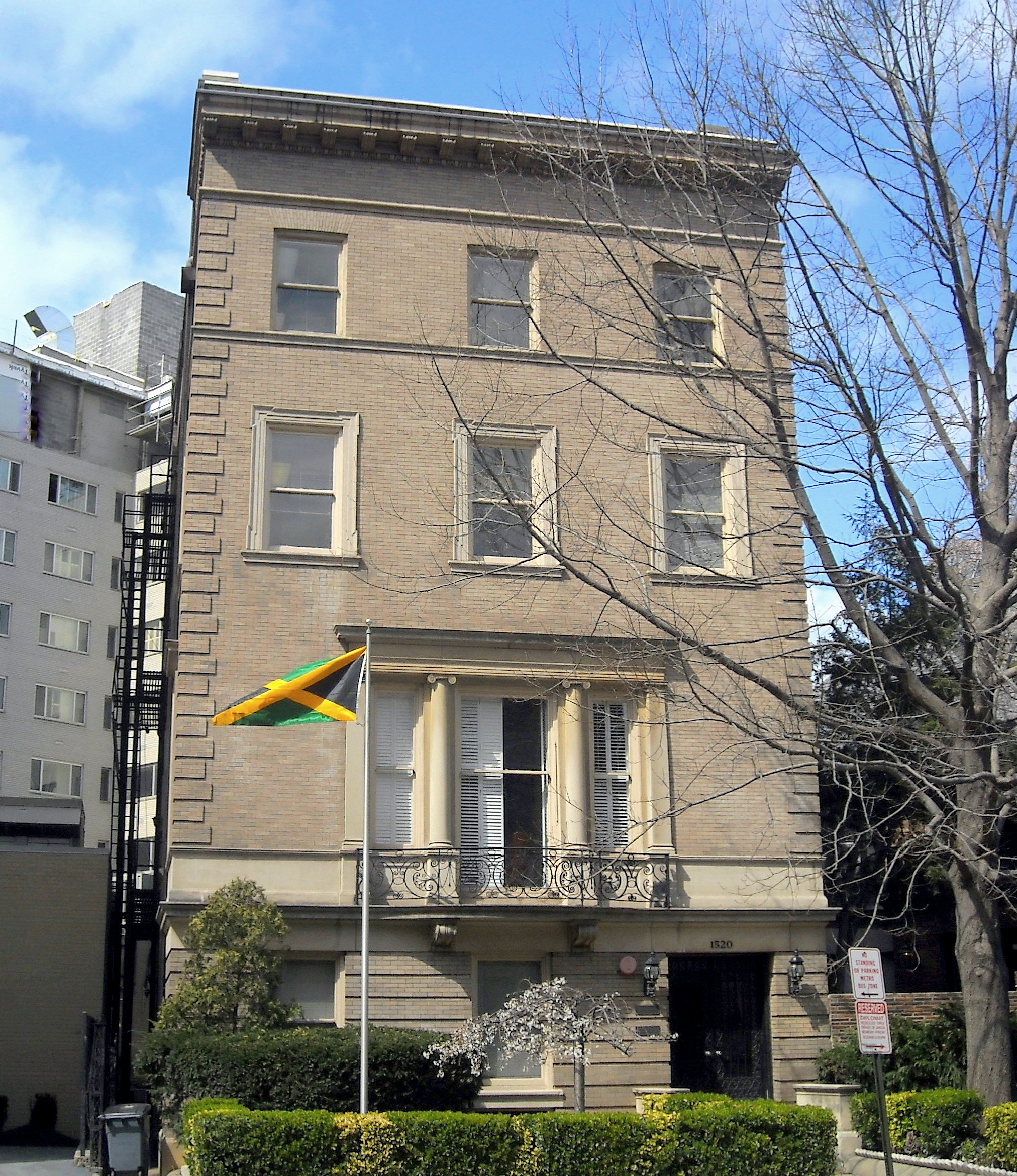
Embajada de Jamaica en Washington D. C.

La Agencia de los Estados Unidos para el Desarrollo Internacional (USAID) a Jamaica desde su independencia en 1962 ha contribuido a reducir la tasa de crecimiento de la población, el logro de estándares más altos en varios indicadores críticos de salud y la diversificación y expansión de la base de exportaciones de Jamaica. El principal objetivo de USAID es promover el crecimiento económico sostenible. Otros objetivos clave son mejorar la calidad ambiental y la protección de los recursos naturales, fortalecer las instituciones democráticas y respetar el estado de derecho, así como planificación familiar. En el año fiscal 2006, la misión de USAID en Jamaica operó un programa por un total de más de $ 21 millones en asistencia para el desarrollo.
El Cuerpo de Paz ha estado en Jamaica continuamente desde 1962. Desde entonces, más de 3,300 voluntarios han servido en el país. En la actualidad, el Cuerpo de Paz trabaja en los siguientes proyectos: Jóvenes en riesgo, que incluye la salud reproductiva de los adolescentes, la educación VIH / SIDA y las necesidades de los hombres marginados; agua saneamiento, que incluye soluciones de aguas residuales rurales y tratamiento de aguas residuales municipales; y  ambiental educación, que ayuda a abordar los bajos niveles de conciencia y fortalece a las organizaciones ambientales no gubernamentales. El Cuerpo de Paz en Jamaica cuenta con unos 70 voluntarios que trabajan en todas las parroquias de la isla, incluidas algunas comunidades del centro de la ciudad en Kingston.
Jamaica es un punto de tránsito importante para cocaína en ruta a los Estados Unidos y también es una fuente clave de marihuana y productos derivados de la marihuana para las Américas. Durante el 2006, el Gobierno de Jamaica incautó [narcóticos] destinados a los Estados Unidos, arrestó a traficantes clave y líderes criminales pandillas y desmanteló sus organizaciones. Jamaica sigue siendo el mayor productor y exportador de marihuana del Caribe. Los esfuerzos de la Fuerza de Policía de Jamaica (JCF) y la Fuerza de Defensa de Jamaica (JDF) permitieron que las incautaciones de cannabis aumentaran en más del 200% en 2006. En 2006, la JCF arrestó a 5,409 personas por cargos relacionados con drogas , incluyendo 269 extranjeros. Además, se incautaron más de 20,000 kilogramos de marihuana y se erradicaron 6,300,000 plantas de marihuana en 2006. La Operación Kingfish es un grupo de trabajo multinacional (Jamaica, EE. UU., Reino Unido y Canadá) para coordinar las investigaciones que llevan al arresto de los principales delincuentes. Desde su inicio en octubre de 2004 hasta diciembre de 2006, la Operación Kingfish lanzó 1,378 operaciones que resultaron en la incautación de 56 vehículos, 57 embarcaciones, un avión, 206 armas de fuego y dos contenedores que transportaban drogas. Kingfish también fue responsable de la incautación de más de 13 toneladas métricas de cocaína (en su mayoría fuera de Jamaica) y más de 27,390 libras de marihuana comprimida. En 2006, la Operación Kingfish realizó 870 operaciones, en comparación con 607 en 2005. En 2006, a través de escaneo de carga, el Equipo de Control de Contrabando Aduanero de Jamaica incautó más de 3,000 libras de marihuana, diez kilogramos de cocaína y aproximadamente $ 500.000 en el aire y puertos marítimos.

## Embajadas
Funcionarios principales de Jamaica:
- Embajador - Audrey Marks

Principales funcionarios de los Estados Unidos:
- Embajador - Luis G. Moreno[1]
- Jefe de Misión Adjunto: Elizabeth Lee Martínez[2]
- Jefe de la Sección Económica / Política — Cleveland Charles
- Director de la Misión de USAID — Denise Herbol
- Agregado de Defensa — LTC Brian D Harris
- Jefe de la Oficina de Enlace Militar: LTC Brian D Harris
- Cónsul General — Michael Schimmel
- Oficial de Asuntos Públicos — Joshua Polacheck
- Directora del Cuerpo de Paz — Jennifer White

## Misiones diplomáticas
Estados Unidos mantiene una embajada en Kingston, al igual que la Misión de USAID y la sede del Cuerpo de Paz.
 Jamaica mantiene una embajada en Washington D. C.. El gobierno de Jamaica también mantiene tres consulados en Miami, Florida y Nueva York.